# Zlín Z-24 Krajánek
De Zlín Z-24 Krajánek (Krajánek betekent letterlijk vertaald rondtrekkende molenaarsknecht) is een Tsjechoslowaaks hoogdekker zweefvliegtuig gebouwd door Moravan, toen het nog Zlín heette. De Z-24 is ontworpen door ene Marcol en was tegen augustus 1945 al op veel belangrijke vliegvelden te zien. Er zijn 301 krajáneks gebouwd. Op dit moment zijn er nog verschillende Krajáneks te bezichtigen, één daarvan staat in het Tsjechisch militair luchtvaartmuseum, het Letecké muzeum in Kbely, een Praagse wijk.

## Specificaties
- Bemanning: 1, de piloot
- Lengte: 6,29 m
- Spanwijdte: 12,12 m
- Hoogte: 1,55 m
- Vleugeloppervlak: 13,5 m2
- Leeggewicht: 135 kg
- Startgewicht: 225 kg
- Max. startgewicht: 250 kg
- Daalsnelheid: 0,8 m/s